# Ramous
Ramous ist eine französische Gemeinde mit 484 Einwohnern (Stand 1. Januar 2022) im Département Pyrénées-Atlantiques in der Region Nouvelle-Aquitaine (vor 2016: Aquitanien). Die Gemeinde gehört zum Arrondissement Pau und zum Kanton Orthez et Terres des Gaves et du Sel (bis 2015: Kanton Orthez).
Die Bewohner werden Ramousiens oder Ramousiennes genannt.

## Geographie
Ramous liegt circa 55 Kilometer nordwestlich von Pau in der historischen Provinz Béarn an der nördlichen Grenze zum benachbarten Département Landes.
Umgeben wird der Ort von den Nachbargemeinden:
|         | Ossages (Landes)                            |                 |
| Puyoô   | Kompassrose, die auf Nachbargemeinden zeigt | Baigts-de-Béarn |
| Bellocq | Bérenx                                      |                 |

Ramous liegt im Einzugsgebiet des Flusses Adour am rechten Ufer des Gave de Pau.
Nebenflüsse des Gave durchqueren das Gebiet der Gemeinde:
- der Arriou de Bardy mit seinem Zufluss,
  - dem Arriou de la Moulière,
- der Ruisseau de Galihère und
- der Ruisseau de Lataillade mit seinem Zufluss,

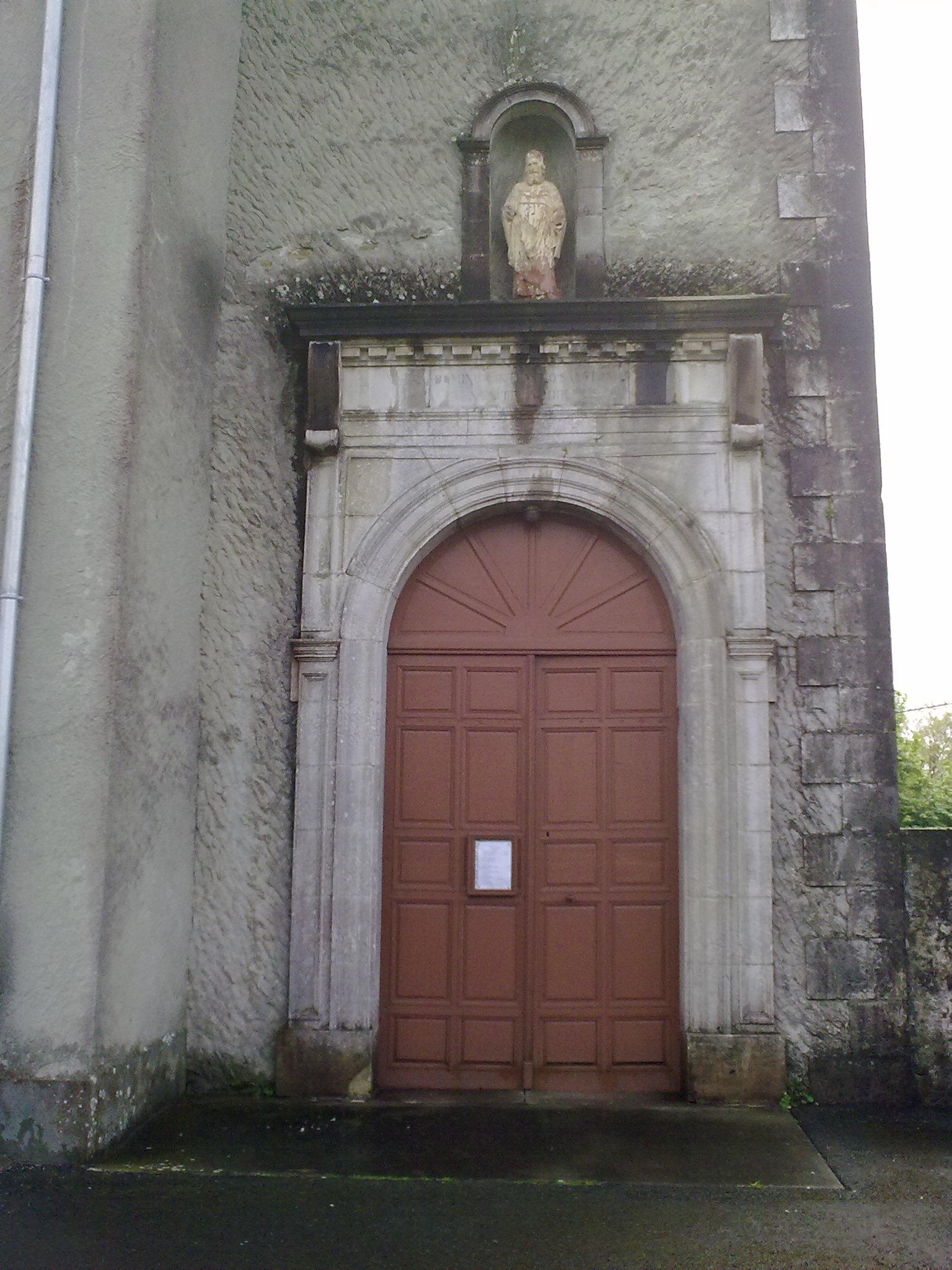
Eingangsportal der Pfarrkirche Saint-Aignan

  - dem Ruisseau Saubagnac.[2]

## Geschichte
Zur gallorömischen Zeit profitierte das Dorf von seiner Lage an einer wichtigen Römerstraße. Im Mittelalter an der Grenze zwischen den Vicomtés von Dax und Béarn gelegen, kam es 1193 schließlich zum Béarn nach der Eroberung durch Gaston IV. von Béarn, genannt „der Kreuzfahrer“. Der Pfarrer der Gemeinde unterstand jedoch weiterhin dem Bistum Dax. Die Grundherrschaft wurde etabliert und gehörte eine Zeit lang der Familie Gassion. Diese war eine einflussreiche Familie, was einen Hinweis auf den Reichtum und der Attraktivität des Ortes in der damalige Zeit gibt. Bei der Volkszählung im Béarn im Jahre 1385 wurden in Ramous 37 Haushalte gezählt. Das Dorf unterstand der Bailliage von Rivière-Gave, ein damaliges Erzpriestertums des Bistums Dax.
Am 1. Januar 1973 haben sich die Gemeinden Puyoô, Bellocq und Ramous zur neuen Gemeinde Puyoô-Bellocq-Ramous zusammengeschlossen. Am 1. Januar 1984 wurde diese Fusion wieder rückgängig gemacht.
Toponyme und Erwähnungen von Ramous waren:
- Sanctus-Anianus de Ramons (10. Jahrhundert, Kopialbuch der Abtei Saint-Jean de Sorde),
- Arramos (10. Jahrhundert, Manuskriptsammlung von André Duchesne, Band 114, Blatt 32),
- Aramos (1385, Volkszählung im Béarn),
- Arramoos (gegen 1405, Notare aus Navarrenx),
- Aramoos (1546, réformation de Béarn, Manuskriptsammlung des 16. bis 18. Jahrhunderts),
- Arremos (1582, Veräußerung des Bistums Dax),
- Ramous (1750, Karte von Cassini),
- Ramont (1793, Notice Communale),
- Ramons (1801, Bulletin des Lois) und
- Ramous (1863, Dictionnaire topographique du département des Basses-Pyrénées).[4][6][7]

### Einwohnerentwicklung
Nach einem Höchststand der Einwohnerzahl von 630 in der Mitte des 19. Jahrhunderts reduzierte sich die Zahl in der Folgezeit bei kurzen Erholungsphasen bis zu den 1950er Jahren auf rund 380. Seitdem ist ein überdurchschnittlicher Wachstumstrend zu verzeichnen.
| Jahr      | 1962 | 1968 | 1975 | 1982 | 1990 | 1999 | 2006 | 2009 | 2022 |
| --------- | ---- | ---- | ---- | ---- | ---- | ---- | ---- | ---- | ---- |
| Einwohner | 395  | 378  | -    | -    | 387  | 392  | 411  | 466  | 484  |

## Sehenswürdigkeiten

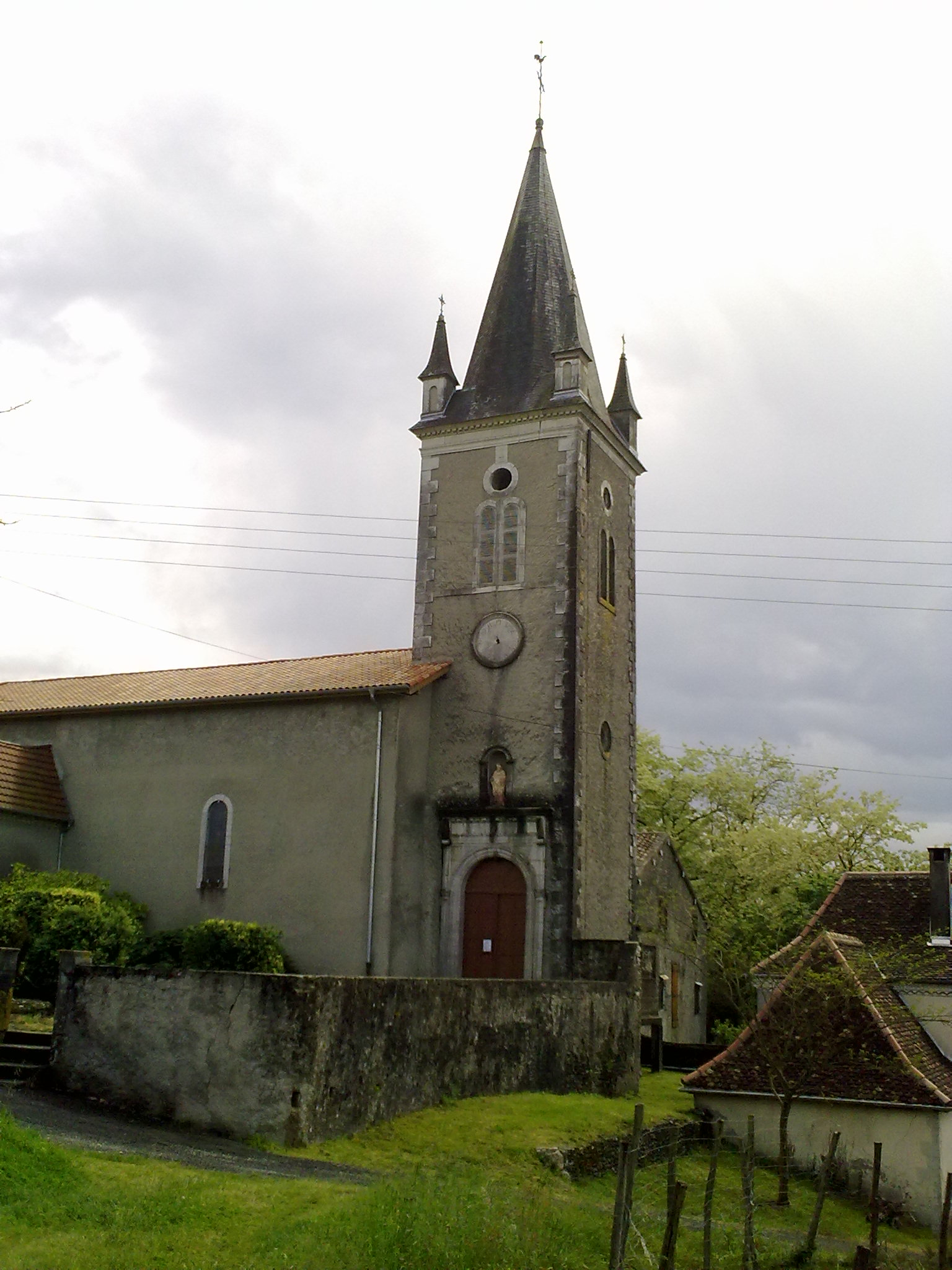
Pfarrkirche Saint-Aignan

- Pfarrkirche, geweiht Aignan von Orléans. Die Südseite des Langhauses und die daran angebaute Kapelle zeigen einen alten, unregelmäßigen Mauerwerksverband und gelten deshalb als Überbleibsel des ursprünglichen Gebäudes. In der zweiten Hälfte des 19. Jahrhunderts entschloss man sich zusammen mit dem Pfarrer Loustalet-Bladé, die Kirche zu vergrößern und einen Glockenturm zu bauen. Diese Arbeiten fügten sich in jener Zeit in eine Initiative zur Verschönerung von Gotteshäusern ein, die von Staat und Kirche getragen wurde. Gegen 1866 wurde der Chor mit Wandmalereien verschönert, die heute nicht mehr sichtbar sind. Eine Ausstattung des Innenraums erfolgte 1914 bis 1918. 1922 wurden vier Glasfenster mit religiösen Persönlichkeiten vom Glasmalermeister Pierre Arcencam aus Pau geschaffen, gegen 1960 weitere, dekorative Glasfenster von Jean Lesquibe aus Anglet. Der Glockenturm der heutigen Kirche ist als Eingangsvorbau errichtet, an seiner Seite befindet sich eine Taufkapelle. Neben dieser besitzt die heutige Kirche noch zwei weitere Seitenkapellen. Auf dem Gesims über dem Eingang der Kirche ist eine Inschrift in lateinischer Sprache eingraviert: „Dominum in templo sancto suo venite adoremus“ (deutsch Kommt, den Herrn in seinem heiligen Gotteshaus anzubeten). Auf allen vier Seiten des Glockenturms fällt das Licht durch Zwillingsfenster und einem darüberliegenden Okulus. Der Turm ist bedeckt von einem polygonalen Helm, der zuletzt 1970 neu gebaut wurde, und Dachreitern an allen vier äußeren Ecken.[9][10][11][12]

## Wirtschaft und Infrastruktur

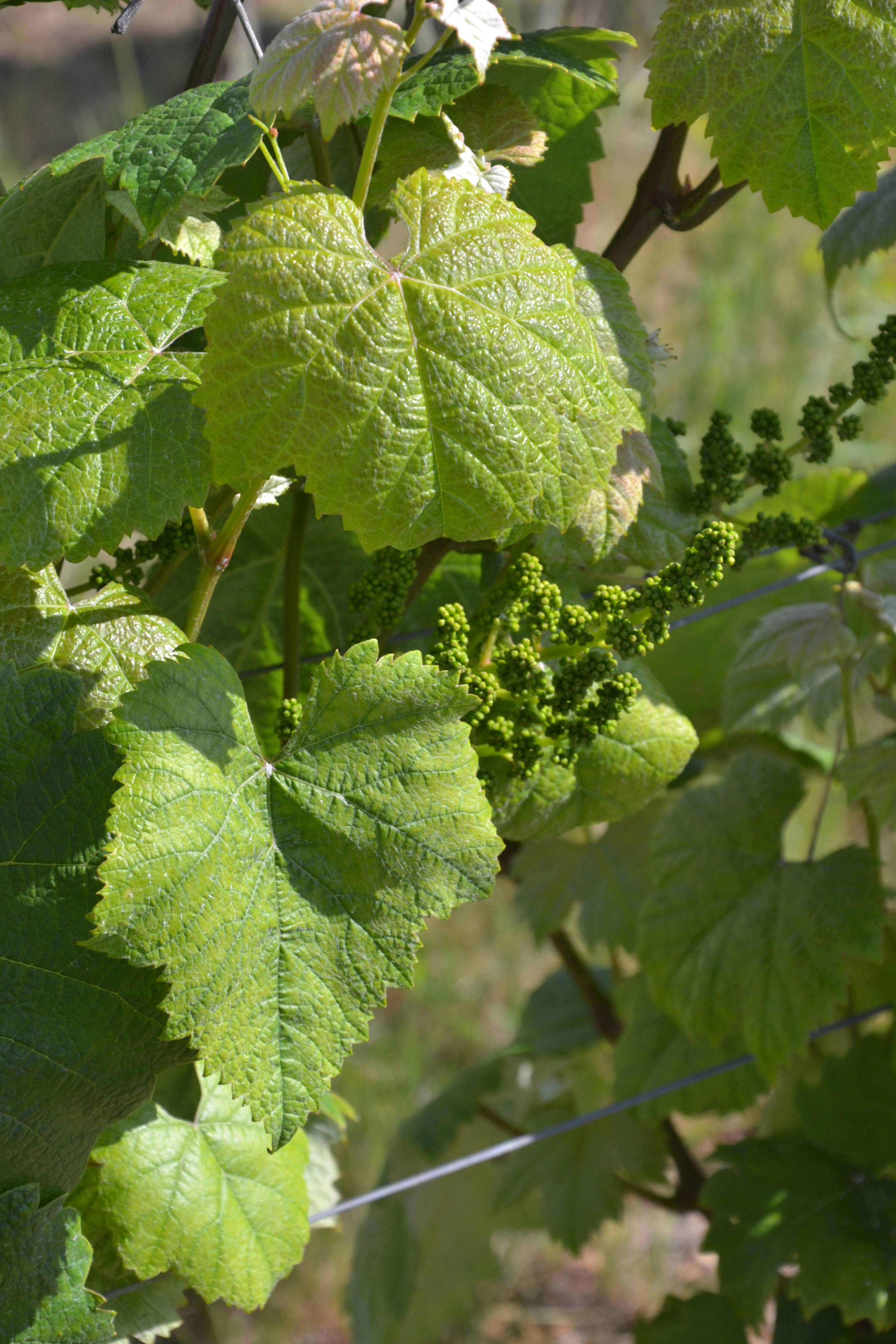
Weinrebe der AOC Béarn

Die Landwirtschaft mit Weinbau ist traditionell einer der wichtigsten Wirtschaftsfaktoren der Gemeinde. Ramous liegt in der Zone AOC des Weinbaugebiets Béarn.

### Bildung
Die Gemeinde verfügt über eine öffentliche Vor- und Grundschule mit 52 Schülerinnen und Schülern im Schuljahr 2017/2018.

### Sport und Freizeit
- Ein Rundweg mit einer Länge von 15,6 km und einem Höhenunterschied von 434 m führt durch die hügelige Landschaft der Gemeinden Baigts-de-Béarn, Puyoô und Ramous.[16]

- Die Gemeinde besitzt einen Basketballverein, den Ramous Baigts Basket, mit Damen-, Herren- und Jugendmannschaften.

### Verkehr
- Ramous ist erreichbar über die Routes départementales 415 und 817 (ehemalige Route nationale 117).
- Die Autoroute A64, genannt La Pyrénéenne, durchquert das Gemeindegebiet, allerdings ohne direkte Ausfahrt zum Ort. Die am nächsten gelegene Ausfahrt 7 ist ca. 3,5 km entfernt und bedient die Nachbargemeinde Bellocq.
- Die Bahnstrecke Toulouse–Bayonne führt ohne Halt durch den Ort.